# Tinhead
Tinhead è un videogioco a piattaforme sviluppato dalla Microprose U.K. e pubblicato dalla Ballistic e dalla Spectrum HoloByte per Sega Mega Drive.
Venne progettato da Richard Lemarchand, con grafica e animazioni di Trevor Slater, John Reitze, Mark Wilson, Paul Ayliffe, Theo Pantazi, Allan Holloway e Seth Walker, programmazione di Jim Gardner, Nick Thompson, Paul Dunning e Chris Newcombee e prodotto da Stuart Whyte.
Venne pubblicato il 19 agosto 1993 in America settentrionale. L'uscita delle versioni per SNES e Amiga venne pianificata per il 1994, ma venne in seguito cancellata.

## Trama
Un malvagio goblin intergalattico, chiamato Grim Squidge, ruba tutte le stelle dal cielo con un aspirapolvere montato sulla prua della sua navicella e le sigilla in sfere di vetro che sparge su pianeti distanti, minacciando la struttura spaziotemporale stessa.
Su una stazione spaziale in un punto remoto della galassia, Tinhead, il guardiano metallico del confine dell'universo, riceve un segnale di pericolo da uno sconosciuto, amico delle stelle. Dopo aver preparato il fucile montato sulla sua testa, parte al soccorso delle stelle.

## Accoglienza
Electronic Gaming Monthly gli diede un punteggio di 6.4 su 10, affermando che il gioco è di quelli difficili, ma è comunque divertente grazie a potenziamenti utili e boss dinamici. Aggiunse anche che la grafica è il punto forte del gioco.